# Acoustic Favorites (EP)
Acoustic Favorites es un EP de la cantante cristiana Jaci Velasquez, este fue publicado a mediados del mes de julio del año 2012.. El EP es una pequeña recopilación de los temas favoritos de la intérprete, que ahora los publica en una versión íntimamente acústica. Este es el segundo EP de la cantante, ya que anteriormente, en el año 2007 había publicado Open House.

## Lista de canciones
1. On My Knees (Acoustic Version)
2. Flower In The Rain (Acoustic Version)
3. Imagine Me Without You (Acoustic Version)
4. God So Loved (Acoustic Version)
5. I Will Rest In You (Acoustic Version)